# José Bartolomé Zárate
José Bartolomé Zárate fue un político peruano. 
Fue miembro del Congreso Constituyente de 1822 por el departamento de Ayacucho siendo secretario del congreso en 1824. Dicho congreso constituyente fue el que elaboró la primera constitución política del país.
Jorge Basadre destaca que, durante las sesiones del congreso, Zárate fue uno de los diputados que dejaron constancia de su voto a favor de la inclusión de la tolerancia religiosa en la Constitución de 1823, lo que finalmente no pasó ya que el texto constitucional prohibió el ejercicio de cualquier otra religión que fuera la católica.